# تپه میرکندی
تپه میرکندی مربوط به دوره اشکانیان - دوره ساسانیان است و در شهرستان طارم، روستای شیرمیشه واقع شده و این اثر در تاریخ ۱۳ اسفند ۱۳۵۴ با شمارهٔ ثبت ۱۰۴۸ به‌عنوان یکی از آثار ملی ایران به ثبت رسیده‌است.